# Canyon No Thoroughfare
Le canyon No Thoroughfare (en anglais : No Thoroughfare Canyon) est un canyon du Colorado, aux États-Unis. Situé dans le comté de Mesa, il est protégé au sein du Colorado National Monument.

## Géographie
No Thoroughfare Canyon est situé au sein du Colorado National Monument, près de Grand Junction. Commençant dans la région de Devil's Kitchen, le sentier mène au long canyon accidenté où il pénètre dans une gorge creusée dans le granit noir. Après environ 1 milles (1,61 km), le sentier rejoint un premier bassin. Un peu après, à environ 1,5 milles (2,41 km) du départ, le sentier rejoint la première cascade, où le ruisseau plonge sur une falaise escarpée formant un autre bassin d’eau. Le sentier continue ensuite dans le canyon sur une distance d'environ 4 milles (6,44 km), bordé d'un côté par les imposantes falaises de grès rouge et par des peupliers et une épaisse végétation de saules, qui forme le chenal principal du canyon de l’autre côté. Le sentier sort finalement du canyon et rejoint le début du sentier situé le long de Little Park Road.